# Metropolitanstadt Catania

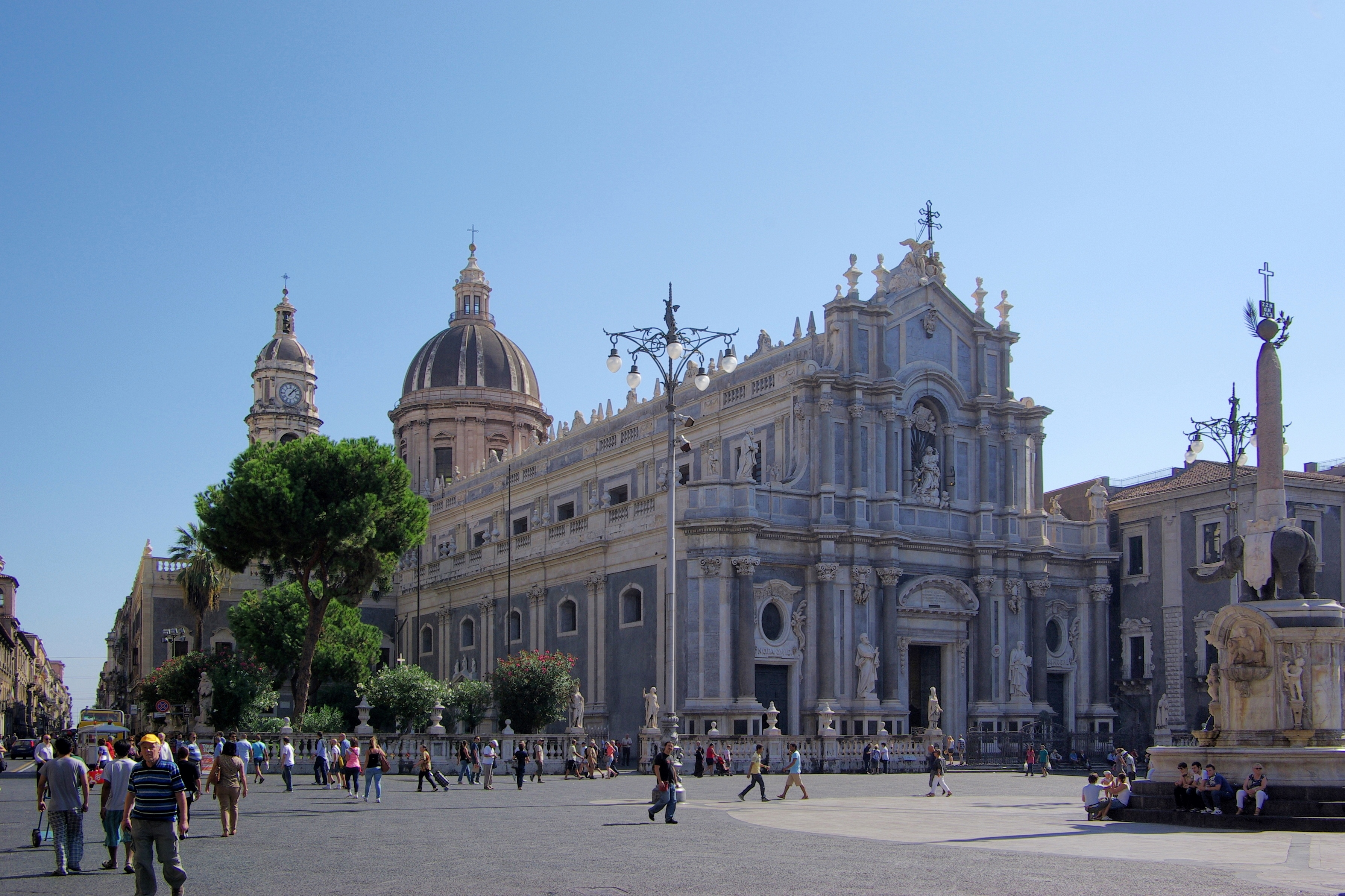
Kathedrale der Hauptstadt Catania

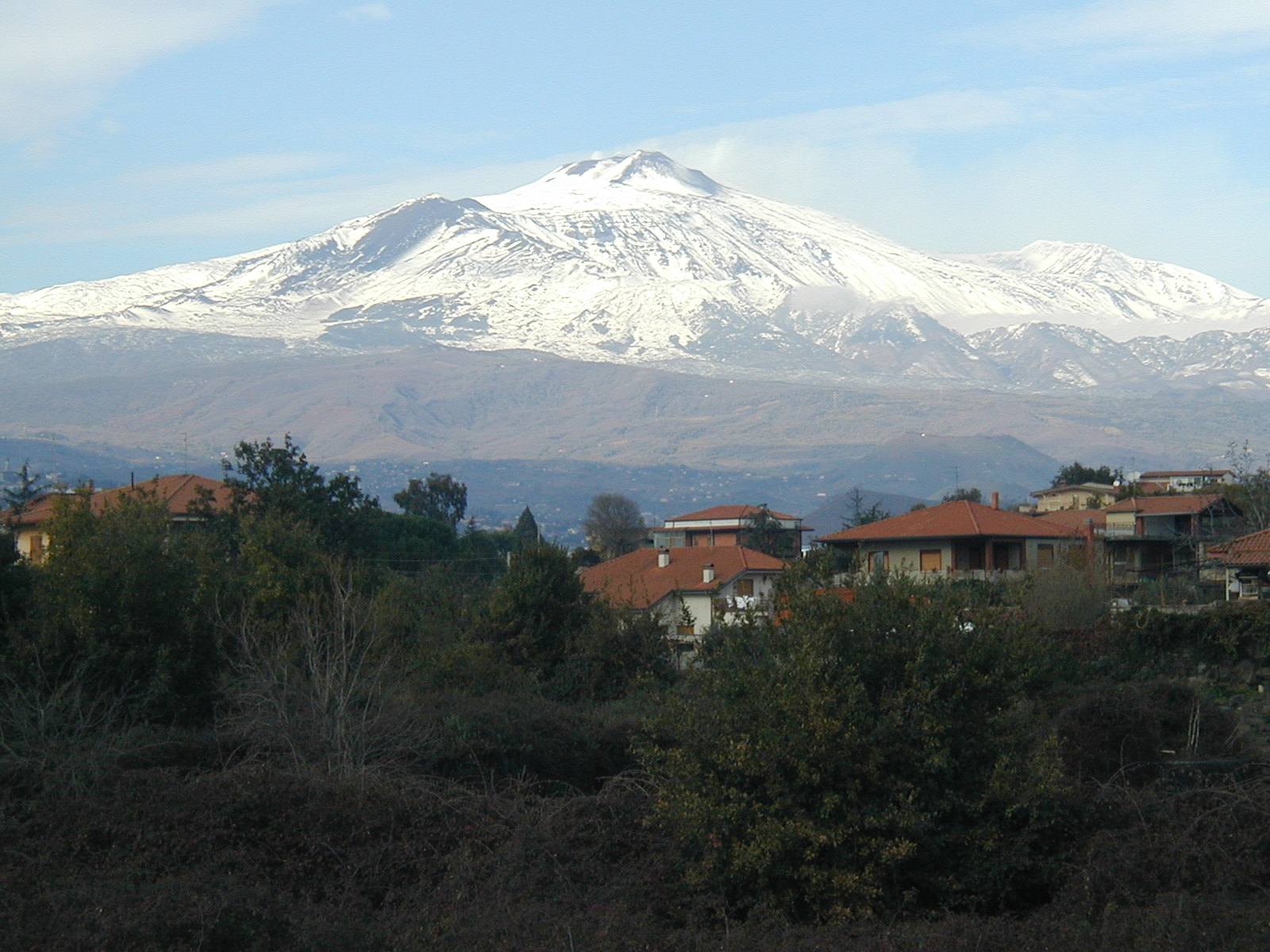
Vulkan Ätna nördlich von Catania

Die Metropolitanstadt Catania (italienisch Città metropolitana di Catania) ist eine der drei Metropolitanstädte der Autonomen Region Sizilien der Italienischen Republik. Hauptstadt ist Catania.
Die Metropolitanstadt Catania ist Rechtsnachfolger der Provinz Catania (italienisch Provincia di Catania).
Die Metropolitanstadt liegt an der Ostküste Siziliens am Ionischen Meer. Sie grenzt im Norden an die Metropolitanstadt Messina, im Westen an das Freie Gemeindekonsortium Enna, im Südwesten an das Freie Gemeindekonsortium Caltanissetta, im Süden an das Freie Gemeindekonsortium Ragusa und im Südosten an das Freie Gemeindekonsortium Syrakus. Nördlich von Catania erhebt sich der Vulkan Ätna.
Die Metropolitanstadt ist in 58 Gemeinden gegliedert. Auf einer Fläche von 3.552 km² leben 1.071.813 Einwohner (Stand 31. Dezember 2023). Mit einer Bevölkerungsdichte von 311 Einwohnern je Quadratkilometer ist sie die am dichtesten besiedelte der Metropolitanstädte und Freien Gemeindekonsortien Siziliens.
Die Hauptstadt Catania zählt mit den Städten Caltagirone und Militello in Val di Catania zu den spätbarocken Städten des Val di Noto, die zum Weltkulturerbe erklärt wurden.

## Größte Gemeinden
(Stand: 31. Dezember 2023)
| Gemeinde     | Einwohner |
| ------------ | --------- |
| Catania      | 298.680   |
| Acireale     | 050.505   |
| Paternò      | 044.954   |
| Misterbianco | 048.878   |
| Caltagirone  | 035.610   |
| Adrano       | 033.781   |
| Aci Catena   | 027.740   |
| Mascalucia   | 032.103   |
| Giarre       | 026.508   |